# 于皮 (索姆省)
于皮（法語：Huppy，法語發音：[ypi]）是法国上法蘭西大區索姆省的一个市镇，属于阿布维尔区。

## 地理
于皮（50°1'33"N, 1°45'57"E）面积10.81 平方千米，位于法国上法蘭西大區索姆省，该省份为法国北部沿海省份，北起加来海峡省和北部省，西接滨海塞纳省和大西洋英吉利海峡，南至瓦兹省，东临埃纳省。
与于皮接壤的市镇（或旧市镇、城区）包括：贝昂、杜德兰维尔、埃尔库尔、格雷博梅尼勒、于谢讷维尔、利默、圣马克桑。
于皮的时区为UTC+01:00、UTC+02:00（夏令时）。

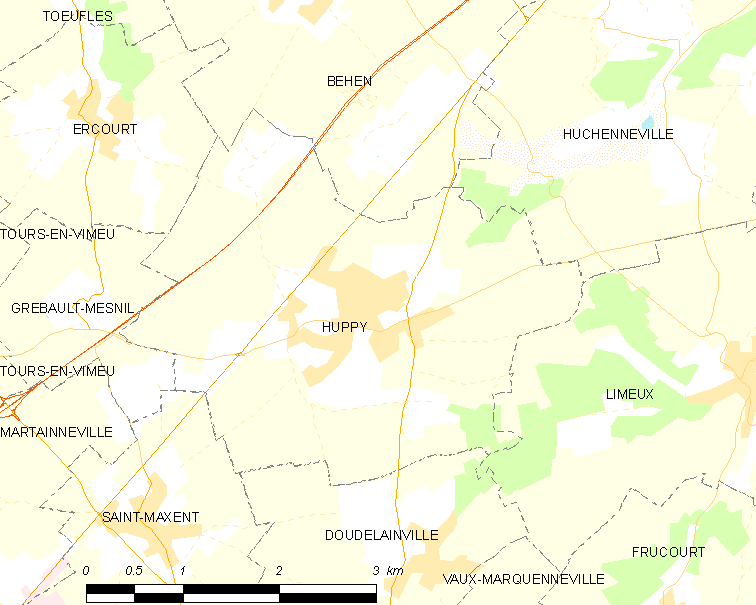
于皮的OSM定位图

## 行政
于皮的邮政编码为80140，INSEE市镇编码为80446。

## 政治
于皮所属的省级选区为加马什县。

## 人口

1962-2008年间于皮人口变化图示

于皮于2022年1月1日时的人口数量为747人。